# Lukáš Klimek
Lukáš Klimek (* 14. listopadu 1986, Ostrava) je český hokejový útočník. Většinu kariéry strávil ve Vítkovicích a ve Spartě.

## Hráčská kariéra
- 2003/2004 HC Sareza Ostrava (2. liga)
- 2004/2005 HC Sareza Ostrava (1. liga)
- 2005/2006 HC Sareza Ostrava (1. liga)
- 2006/2007 HC Vítkovice Steel (E)
- 2007/2008 HC Vítkovice Steel (E)
- 2008/2009 HC Vítkovice Steel (E)
- 2009/2010 HC Vítkovice Steel (E)
- 2010/2011 HC Vítkovice Steel (E)
- 2011/2012 HC Vítkovice Steel (E)
- 2012/2013 HC Vítkovice Steel (E)
- 2013/2014 HC Sparta Praha (E)
- 2014/2015 HC Sparta Praha (E)
- 2015/2016 HC Sparta Praha (E)
- 2016/2017 HC Sparta Praha (E)
- 2017/2018 HC Sparta Praha (E)
- 2018/2019 HC Sparta Praha (E)
- 2019/2020 HC Olomouc (E)
- 2020/2021 HC Olomouc (E)
- 2021/2022 HC Olomouc (E)
- 2022/2023 HC Olomouc (E)
- 2023/2024 HC Olomouc (E)
- 2024/2025 HC Frýdek-Místek (1. liga)
- 2025/2026 HC Frýdek-Místek (1. liga)